# Bikebiathlon
Bikebiathlon ist die Kombination aus Mountainbiken und dem für Biathlon typischen Schießen. Bekannt ist vor allem der vom SSV Altenberg organisierte Altenberger Bike Biathlon, bei dem Sportler wie Ole Einar Bjørndalen am Start stehen. Hierbei werden auf Geländestrecken die Wettkampfdisziplinen des Biathlon, also Sprint, Verfolgung und Mixed-Staffel, nachempfunden. Manche Veranstalter nennen den Wettbewerb auch Bikathlon.
Seit 2007 gibt es auch einen Bike Biathlon in München sowie einen in Wertheim.
Der erste Bikebiathlon fand 1992 in Burglauer/Unterfranken statt, aktuell wurde der 21. Mountainbike-Biathlon am 8. Juni 2013 durchgeführt.
Der Urvater des Mountain Bike Biathlons in Deutschland ist Wolfgang Back aus Burglauer/Unterfranken.